# Geron exumae
Geron exumae är en tvåvingeart som beskrevs av Scarbrough 1985. Geron exumae ingår i släktet Geron och familjen svävflugor. Inga underarter finns listade i Catalogue of Life.